# OGLE-2006-BLG-109L
OGLE-2006-BLG-109L (OGLE-06-109L) – pozasłoneczny układ planetarny znajdujący się prawie 5000 lat świetlnych od Ziemi w gwiazdozbiorze Strzelca. Został odkryty przez polskich astronomów w 2008 w ramach programu OGLE. Układ został znaleziony metodą mikrosoczewkowania grawitacyjnego.
Centralnym obiektem układu jest gwiazda mająca połowę masy Słońca. Jest ona 20-krotnie ciemniejsza od Słońca, a jej powierzchnia osiąga temperaturę około 3700 °C (4000 K).

## Układ planetarny
Wokół centralnej gwiazdy OGLE-06-109L krążą przynajmniej dwie planety – OGLE-2006-BLG-109L b i OGLE-2006-BLG-109L c. Odległość lżejszej planety od gwiazdy macierzystej jest dwa razy większa niż odległość planety cięższej. Obie planety są gazowymi olbrzymami, których orbity i względne rozmiary przypominają Jowisza i Saturna w Układzie Słonecznym, tylko w mniejszej skali. W wewnętrznej części układu mogą krążyć mniejsze planety, w tym być może skaliste, których jeszcze nie dostrzeżono.
Układ ten jest trzynastym odkrytym przez polskich naukowców, pracujących w programie OGLE.